# 태백산 (고조선)
태백산(太白山)은 고조선의 건국 신화에 나오는 산의 이름이다. 환웅이 무리 3천 명을 이끌고 태백산 꼭대기에 있었다는 신단수(神壇樹)라는 나무 아래 내려와 신시(神市)를 열었다고 한다. 현재 태백산의 정확한 위치는 알 수가 없지만, 백두산과 묘향산의 옛 이름에 자주 등장한다.
현재 많은 지명들이 고조선의 역사에 언급된 태백산(太白山)을 한반도에 있는 지명으로 잘못 인식하고 있으나 고조선의 발원지역이 지금의 백두산(白頭山)과 송화강(松花江: 중국명 쑹허지앙)으로 전해내려온 것과 백산(白山)에서 최고봉을 태백산(太白山)이라 불렀고 이 지역에 살던 원시상고 시대 사람들을 백족(白族)이라 하는 밝다는 뜻을 가진 환족(桓族)이라는 유래를 1930년대의 이창환(李昌煥)의 저서 조선역사(朝鮮歷史)의 상고사에 언급되어 있어 고조선 상고사에 언급되는 태백산(太白山)은 지금의 백두산(白頭山)으로 이해하여야 할 것으로 보인다.[3]

## 다른 전해오는 이야기
고려시대 일연은 《삼국유사》에서 태백산을 묘향산(妙香山)으로 추정했다. 《삼국유사》 이후에 나온 《제왕운기》·《세종실록지리지》·《동국사략》·《동사강목》·《동국여지승람》 등 단군에 관한 기록이 있는 사서들은 ‘太白山’으로 표기하고 있다.
고려시대에는 묘향산을 태백산이라고 불렀는데, 산에 있는 바위들이 희고 정갈하다는 뜻에서 부른 이름이라고 한다. 하지만 묘향산을 태백산이라고 부르기 시작한 것은 고려 중엽 이후이므로 그 시기가 일치하지 않는 문제가 있다.
평양시 강동군 문흥리에 대박산(大朴山)이 있는데, 조선 시대에는 이 산을 태백산이라고 불렀다. 이 대박산에는 단군릉이 있는데, 이를 근거로 태백산이 오늘날 대박산이라고 보는 견해도 있다.
하지만 이러한 추정과 논거에 대해 대한민국 역사학계는 태백산이 신화에 나오는 지명으로서 그 현재 위치를 비정하는 것은 큰 의미가 없다고 보고 있다.

## 같이 보기
- 백두산(白頭山)
- 묘향산(妙香山)
- 대박산(大朴山)
- 태백산(太白山)
- 단군릉(檀君陵)
- 태백산 도립공원